# Sainte-Radegonde, Gironde

Sainte-Radegonde este o comună în departamentul Gironde din sud-vestul Franței. În 2009 avea o populație de 457 de locuitori.

## Evoluția populației
| An        | 1975 | 1982 | 1990 | 1999 | 2006 | 2009 |
| --------- | ---- | ---- | ---- | ---- | ---- | ---- |
| Populație | 354  | 364  | 426  | 438  | 474  | 457  |